# Gravity Noir
 (novembre 2020).
La mise en forme du texte ne suit pas les recommandations de Wikipédia : il faut le « wikifier ».
Les points d'amélioration suivants sont les cas les plus fréquents. Le détail des points à revoir est peut-être précisé sur la page de discussion.
- Les titres sont pré-formatés par le logiciel. Ils ne sont ni en capitales, ni en gras.
- Le texte ne doit pas être écrit en capitales (les noms de famille non plus), ni en gras, ni en italique, ni en « petit »…
- Le gras n'est utilisé que pour surligner le titre de l'article dans l'introduction, une seule fois.
- L'italique est rarement utilisé : mots en langue étrangère, titres d'œuvres, noms de bateaux, etc.
- Les citations ne sont pas en italique mais en corps de texte normal. Elles sont entourées par des guillemets français : « et ».
- Les listes à puces sont à éviter, des paragraphes rédigés étant largement préférés. Les tableaux sont à réserver à la présentation de données structurées (résultats, etc.).
- Les appels de note de bas de page (petits chiffres en exposant, introduits par l'outil «  Source ») sont à placer entre la fin de phrase et le point final[comme ça].
- Les liens internes (vers d'autres articles de Wikipédia) sont à choisir avec parcimonie. Créez des liens vers des articles approfondissant le sujet. Les termes génériques sans rapport avec le sujet sont à éviter, ainsi que les répétitions de liens vers un même terme.
- Les liens externes sont à placer uniquement dans une section « Liens externes », à la fin de l'article. Ces liens sont à choisir avec parcimonie suivant les règles définies. Si un lien sert de source à l'article, son insertion dans le texte est à faire par les notes de bas de page.
- La présentation des références doit suivre les conventions bibliographiques. Il est recommandé d'utiliser les modèles {{Ouvrage}}, {{Chapitre}}, {{Article}}, {{Lien web}} et/ou {{Bibliographie}}. Le mode d'édition visuel peut mettre en forme automatiquement les références.
- Insérer une infobox (cadre d'informations à droite) n'est pas obligatoire pour parachever la mise en page.

Pour une aide détaillée, merci de consulter Aide:Wikification.
Si vous pensez que ces points ont été résolus, vous pouvez retirer ce bandeau et améliorer la mise en forme d'un autre article.
Gravity Noir est un groupe de synth-pop britannique créé au début des années 1990.

## Contexte

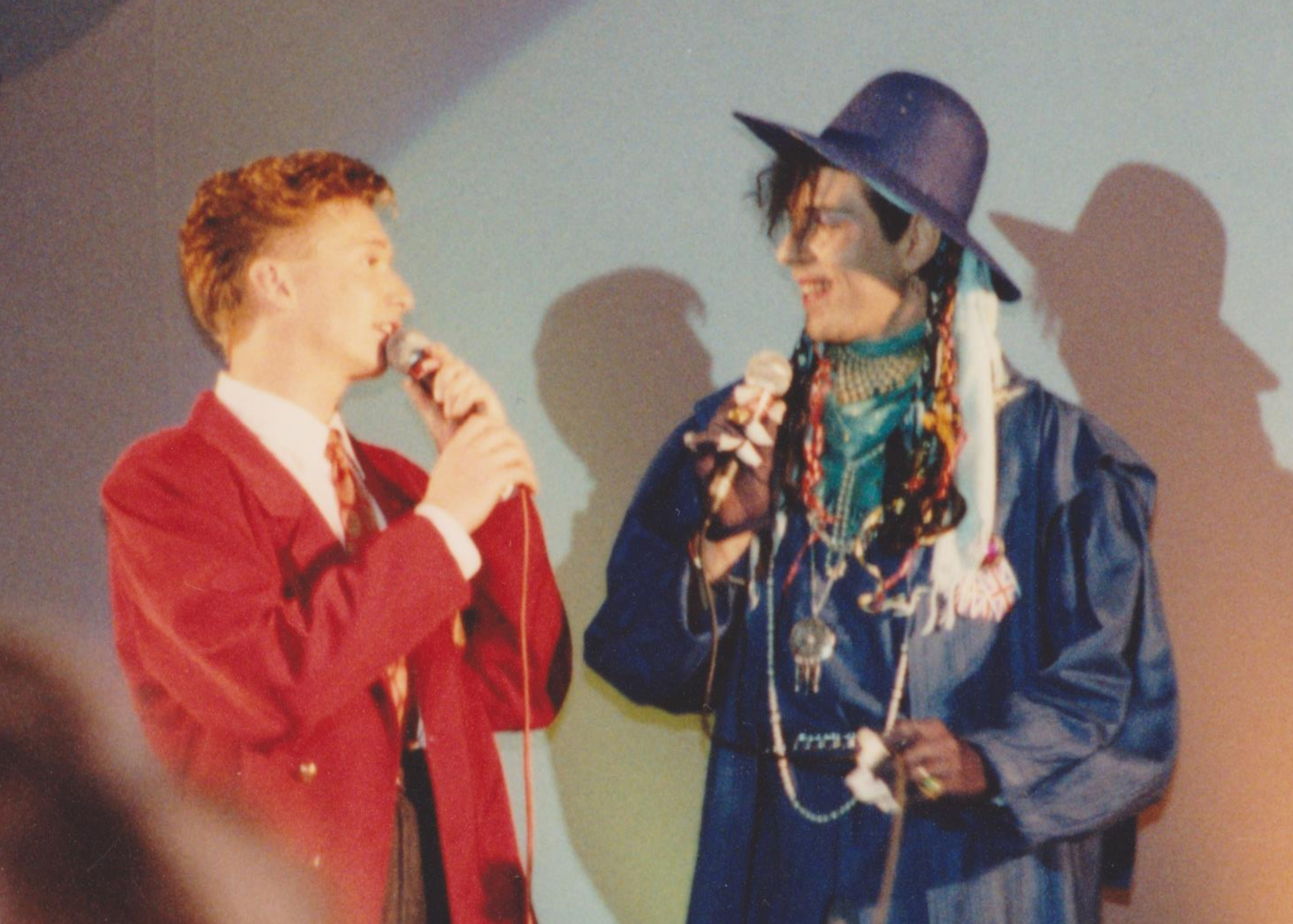
Soundmixshow anime Bart Kaëll et Patrick Knight dans le rôle de Boy George

Le fondateur de Gravity Noir, le Double nationalité Britannique-Belge Patrick John Angele Knight, joué en hommage à Boy George et a participé à plusieurs concours de talents entre 1985 et 1996. En 1987, il a été nommé parmi les 12 meilleurs mixeurs sonores de Belgique par Joepie [NL ] magazine, qui a sorti un album avec la couverture de Knight de " Everything I Own ". Il a remporté la deuxième et la troisième place au Soundmixshow de la télévision Pays-Bas et est également apparu dans l'émission britannique Stars in their Eyes .

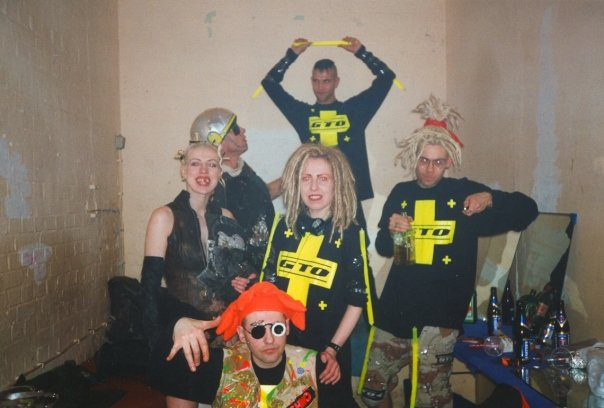
Greater Than One (Patrick Knight à l'arrière avec les bras levés)

Pendant la formation du groupe Gravity Noir, Knight travaillait sur un projet parallèle appelé Greater Than One en 1991,. Un Disque microsillon intitulé Listen to the rhythm flow est sorti sous le nom du propre label Belge de Knight, Jumping Man Records,.

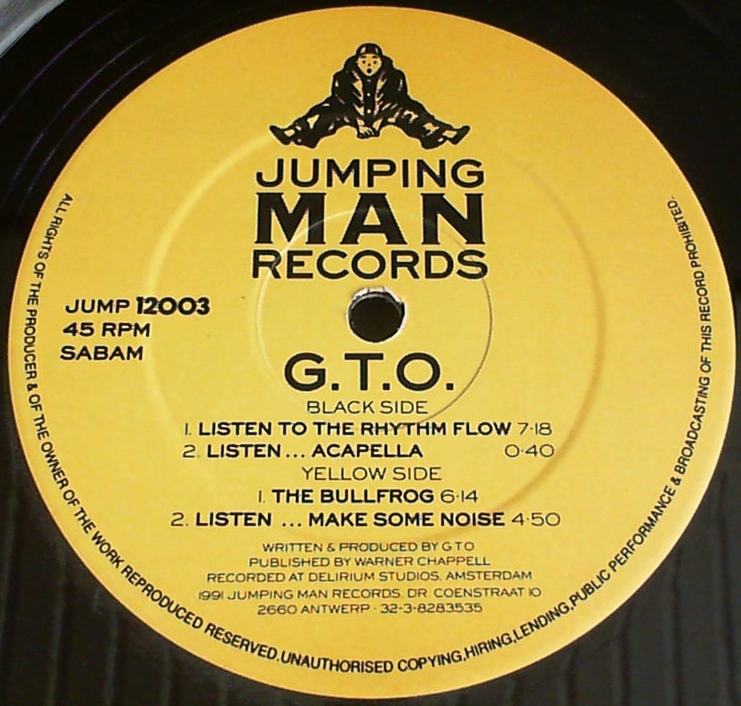
Label de 1991 "Jumping Man Records" enregistrement de "Listen To The Rhythm Flow" interprété par GTO

Gravity Noir a joué pour la première fois en tant que Culture Club sur la chaîne de télévision Belge VT4 en juillet 1996, animé par Jo De Poorter.

## Les premières années

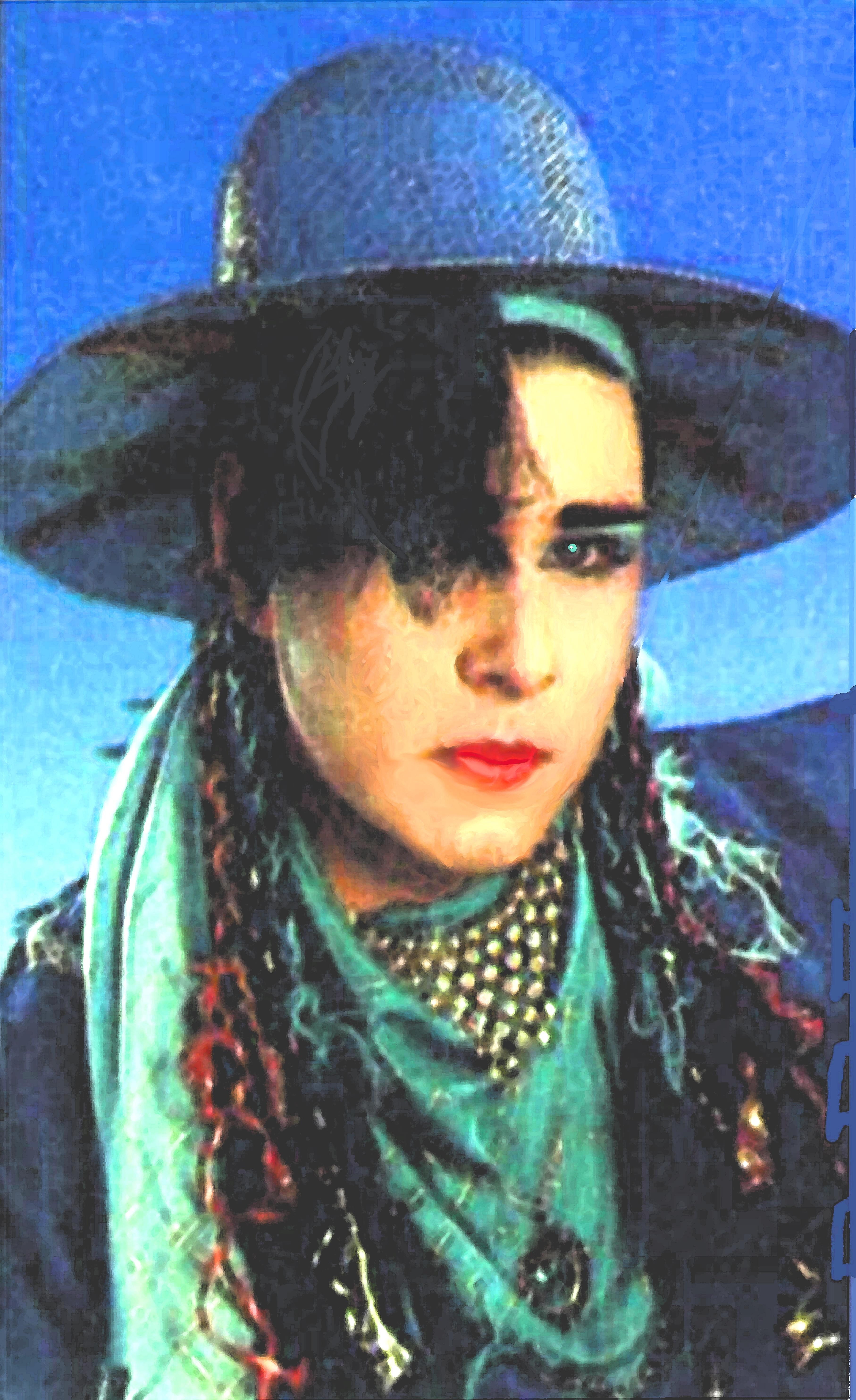
Patrick Knight comme Boy George

Gravity Noir a été fondée à Anvers par Knight, le seul membre permanent du groupe. Javier Rodriguez Iglesias, a.k.a. DJ Linetech, produit leurs premières chansons avant qu'il ne soit remplacé par Peter Goos. Le répertoire se composait principalement de reprises des années 1980. Les danseurs Alex da Luz et Jorg Vander Heyden ont complété la configuration originale du groupe. Le groupe a brièvement changé son nom en Basics (B6), avec les ajouts de la chanteuse Cindy De Voeght a.k.a. CJ et la danseuse Sofie. En tant que B6, ils ont enregistré leur premier clip officiel pour un remix que Goos a fait du hit Orchestral Maneuvers in the Dark " Enola Gay ", diffusé sur la chaîne de télévision belge FilmNet. Le groupe a continué à enregistrer des démos à la fin des années 1990 sous leurs labels indépendants Jumping Man Records, et Gravity Productions,. Le 23 avril 2011, un premier single officiel appelé I've Got the Power est sorti, sous le nom de "The Sisters of Divine Pleasure",, mettant en vedette Knight comme Drag queen Titless Strangé. En 2016, Knight a décidé de recommencer à utiliser le nom Gravity Noir.

## Années plus tard et jusqu'à nos jours

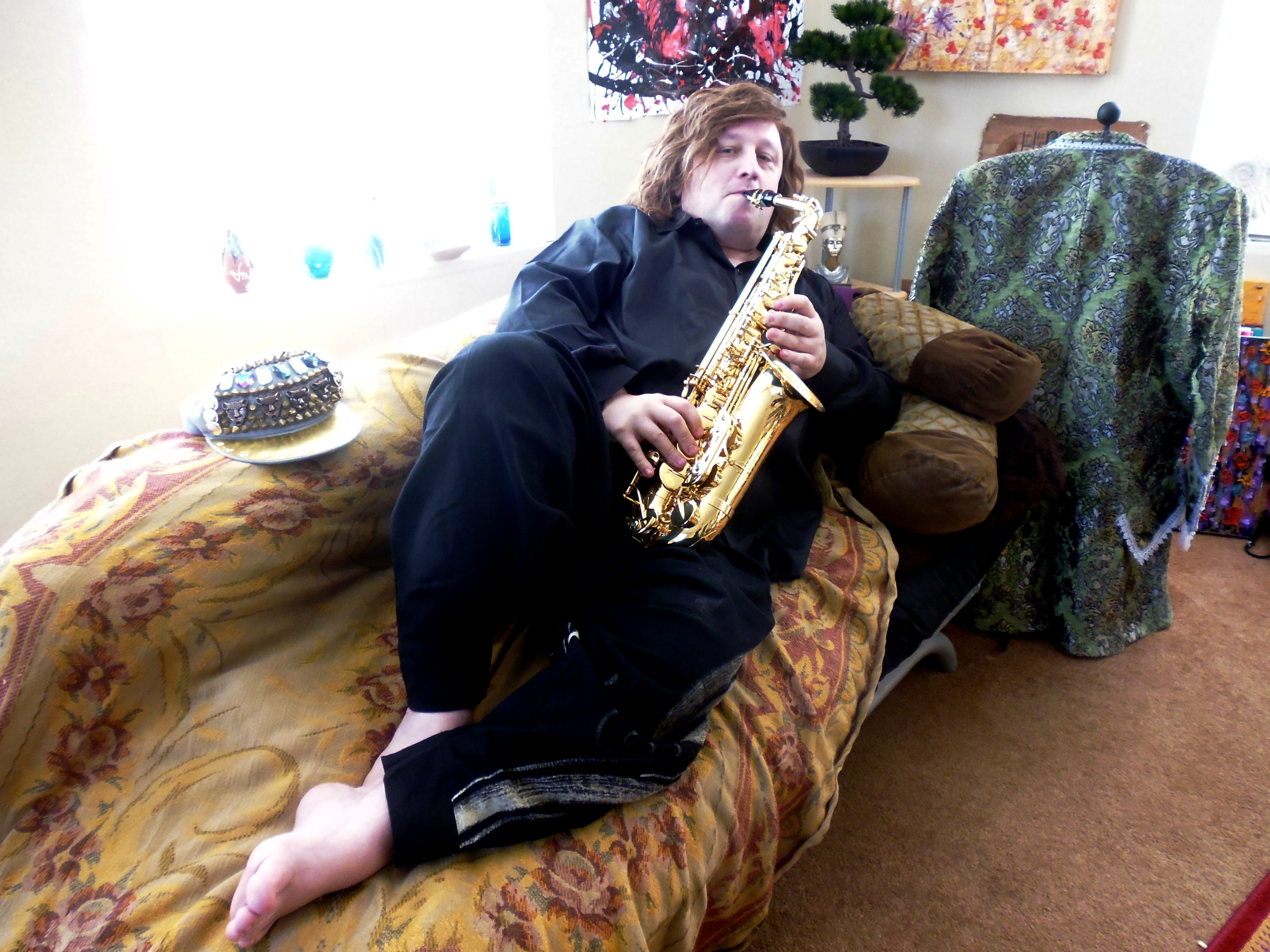
Andrew Williams

Depuis la création de Gravity Noir, le groupe a vu de nombreux membres aller et venir,. Andrew Williams a rejoint le groupe en 2016 en tant que chanteur et instrumentiste à vent, et pour fournir des conceptions graphiques,,,,. Williams est principalement connu comme un peintre artistique de Wakefield dans le West Yorkshire et donc apprécié pour ses incrustations graphiques,. La chanteuse principale Ambrosia Dash, qui avait prêté sa voix pour les projets solo de Knight, a chanté plusieurs chansons depuis le retour de Gravity Noir,.
Un single officiel et un clip vidéo associé appelé Mystery Knight été publié par Gravity Noir le 7 Avril 2016. Il a été enregistré au monastère de Ter Apel aux Pays-Bas lors du festival médiéval annuel de Ter Apel. Quatre albums ont été libérés jusqu'ici: Les premières années, fait à la main, Libération et jours futurs . La libération a généré deux No. 1 hits dans les charts UK N1M EDM (musique de danse électronique) : "Open Your Mind" et "Avalon LA". Entre 2016 et 2019, plusieurs remix ont été produits par DJ Linetech jusqu'à ce qu'il soit banni définitivement pour son comportement non professionnel,,,,,,,,.
En 2019, le groupe a commencé à travailler sur Future Days pour une sortie prévue en 2020 et est sorti le 18 mars. Le single "Flying High" est officiellement sorti le 22 Mars 2019. Deux successeurs ont été libérés. Un avec le titre "Planet Called Love" pendant l'été 2019 et le second "Universal Party (Supernatural)" est sorti le jour de la Saint-Valentin 2020.
En raison de la maladie cardiaque potentiellement mortelle de Knight, le syndrome de Brugada, il ne lui est plus possible de se produire en direct. Le groupe cherchait un nouveau chanteur principal depuis des années et a présenté le chanteur Brynn au grand public en 2023. Knight continue de composer et de produire toute la musique de Gravity Noir. Il a retravaillé le morceau "The Thrifty Wife & the Kite" du groupe de danse folk et ceilidh Banjax en un remix de Gravity Noir. Une édition spéciale de Noël est sortie en novembre 2019,. La piste originale a été écrite par le cousin de Keith Leech ,,, en 1992.
Une production autonome avec le titre "All Night Long (EP)" est sortie à l'automne 2020,. L'intention était de sortir un Extended Play (EP), mais comme le temps de lecture total dépasse le critère d'un EP, il a été officiellement publié sous le nom d'album. En édition supplémentaire, Gravity Noir a sorti une nouvelle version single de "All Night Long" en hommage au grand André Brasseur, connu pour son utilisation spécifique de Orgue Hammond,.
En décembre 2020, Rick Jamm de JamSphere, The Indie Music Magazine & Radio Network a écrit une critique disant 'Gravity Noir - 'Future Days' est à la fois impressionnant!' et 'C'est ce que j'appellerais un album de passerelle vers une version moderne de la musique synth-pop, que nous connaissons mieux aujourd'hui sous le nom d'EDM. Gravity Noir a ouvert un nouveau chapitre en 2016, améliorant tous les aspects de sa marque' et 'Tout au long de cet album, vous êtes capable de pénétrer l'état d'esprit de Gravity Noir et de vivre ce à quoi ils ont travaillé si dur depuis leur retour.',,

### 2021
À l'occasion du 30e anniversaire de Gravity Noir, Patrick Knight était invité à la station de radio Zuidrand à Anvers, le dimanche 18 avril pour une interview très exclusive et rare, bien sûr accompagnée de la musique de Gravity Noir.
Malheureusement, à cause de la pandémie de COVID-19, c'était la deuxième année consécutive qu'à Hastings (Royaume-Uni), le traditionnel Jack in the Green (Jack dans le vert) est allé vivre dans un rassemblement virtuel. Gravity Noir a été invité à participer à un jeu de groupe et à donner une courte interview. Patrick Knight est étroitement impliqué dans l'événement annuel et n'a bien sûr pas hésité un instant. Dans cet événement virtuel, vous pouviez voir Patrick au travail comme le drôle de Marquis de Bogieville,.
Les réseaux sociaux montrent clairement que Patrick Knight travaille à nouveau sur un tout nouveau projet avec Gravity Noir. Le titre du nouveau projet a été nommé Ânkh, qui signifie « clé de vie » et est un ancien symbole Écriture hiéroglyphique égyptienne. ANKH deviendra le nom du nouvel album de Gravity Noir et sortira en même temps qu'un documentaire, un récit de voyage de et avec Patrick Knight sur l'Égypte ancienne, attendu en 2022. Il est déjà certain qu'on pourra entendre quelque chose vocalement dans l'un des titres, de la chanteuse malheureusement décédée Ofra Haza. Le single Im Nin'alu 2021 est officiellement sorti le 14 juillet 2021 et fera partie du prochain album avec une version plus longue. Le single est le seul à figurer dans le top 100 iTunes à ce jour et est diffusé sur diverses stations de radio à travers le monde,,. Le single a également réussi à être diffusé sur VRT, Organisation flamande de radiodiffusion et de télévision. Le 21 août, le single a été diffusé aux heures de grande écoute sur le programme Ann Delisi's Essential Music de la célèbre station WDET NPR de Détroit (Michigan). Le 23 août, ils ont reçu le titre de nouveau venu de la semaine, atteignant la 7e place et grimpant à la 2e position de pointe dans le TOP 50 des charts musicaux LGBTQ au Royaume-Uni.
En octobre 2021, Andy Hemsley du journal Hastings Observer écrivait : « Un groupe Belge qui provoque une tempête dans les charts musicaux LGBTQ européens célèbre ses liens avec Hastings », « Le single 'Im Nin Alu 2021' continue de recevoir de nombreux streams des utilisateurs de Spotify et Apple Music dans le monde entier et a atteint la première place du Top Chansons France à la RPL Radio » et a également réalisé le premier scoop en publiant la pochette officielle de l'album 'ANKH', une création du graphiste Serbe Mihajlo Ciric, également connu sous le nom de judoka, qui a remporté une médaille d'argent aux Championnats de Serbie à Belgrade en 2021 et une médaille d'argent à l'Open d'Europe à Sarajevo en 2022. Commentant son succès, il a cité Patrick Knight en disant : « Il ne s'agit pas de gloire et de fortune, mais des empreintes que nous laissons derrière nous pour les générations futures,,.
Pendant Halloween, CD Baby annoncera déjà un nouveau single intitulé In Time (ANKH, Travelogue Pt.8), qui sortira le 17 janvier 2022 et sera le morceau de clôture du nouvel album ANKH. Illustrations photographiques d'Alexander Jawfox.
Charles Temmerman est décédé le 17 décembre 2021, âme sœur et ami intime de Patrick Knight et choriste de Gravity Noir de 1990 à 1993. En hommage, l'une des nouvelles chansons du nouvel album 'ANKH' a reçu le titre 'ANKH Travelogue, Pt.5 (Charles theme)'.

### 2022
In Time (ANKH, Travelogue Pt.8), est le deuxième single de l'album ANKH et est officiellement sorti dans le monde entier le 17 janvier 2022. C'est la deuxième fois que Gravity Noir entre dans les charts iTunes. Le 23 janvier 2022,  In Time  a atteint une position de pointe à 44 dans le Belgium iTunes Top 100 of Electronic Songs. Le jour de la Saint-Valentin, le single est entré dans le TOP 50 des charts musicaux LGBTQ en tant que nouveau venu à la 14e position et grimpé encore à une 8e place.
Le dimanche 6 mars 2022, Patrick Knight était de nouveau invité à Radio Zuidrand Anvers pour une longue interview et pour présenter publiquement son dernier album 'ANKH'.
En plus de remplir le rôle de chanteur, parolier, compositeur et producteur, la liste des contributions de Patrick Knight est désormais également complétée par le titre de réalisateur. La bande-annonce du long métrage artistique 'ANKH' annonce déjà sa sortie courant 2022. La bande originale provient de l'album du même nom,.
Une nouvelle collaboration avec le Disc Jockey canadien The Dharma Dude (Sean-Patrick Spriggs) livre des remixes du single 'Planet Called Love', sortie officielle mondiale le 22 avril 2022.
Début juillet, le long métrage "ANKH" a été nommé pour le meilleur 'film d'art' Cinéma expérimental et la meilleure Bande-son pour le 'Festival de cinéma International LGBTQ (Lesbiennes, gays, bisexuels et transgenres) Unbordered (sans bordure) International' à Nassau, Delaware, États-Unis, le 20 novembre 2022. Il a également remporté le Diamond Jury Award du meilleur film indépendant au 'Europe Film Festival' à Pays-Bas (1er août 2022),,. Début septembre, 'ANKH' et Patrick Knight ont reçu quatre prix au 'Indo French International Film Festival' (IF Awards). Notamment pour le 'meilleur film expérimental', le 'meilleur montage', le 'meilleur début en tant que réalisateur' et le 'meilleur long métrage international', a remporté 2 prix aux 'Triloka International Filmfare Awards', à Wellington, Inde, pour 'meilleur début en tant que réalisateur' et 'meilleure musique de film originale' et a remporté 2 prix aux 'Hodu International Film Festival', à Pondichéry, Inde, pour le 'meilleur montage' et le 'meilleur film expérimental'. Le film participe également au 'Festival du film indépendant de Paris'  (15-21 octobre 2022), au 'Cannes Festival International du Film Indépendant' (23 décembre 2022), au 'Berlin Revolution Film Festival' à Berlin (22 avril 2023), au 'Septimius Awards' à Amsterdam (juillet 30, 2023) et au 'RAGFF Le Caire L'Égypte' (22 septembre 2023). La liste de toutes les nominations et des prix remportés est incluse dans le tableau des distinctions.

### 2023
Le Radio Times de la BBC a répertorié 'ANKH', le long métrage, sur son site Web et dans sa liste.
Le journal belge, Het Laatste Nieuws basé à Anvers a publié un article sur le long métrage de Patrick Knight 'Ankh',.
Fin janvier 2023, les Cannes Film Awards publiaient une longue interview du réalisateur Patrick Knight. Le site confirme également la participation du long métrage ANKH à l'édition 2023.
Dans une interview avec un journaliste à la retraite de Gazet van Antwerpen, la première flamande d'ANKH, qui a eu lieu le 18 mars 2023, a été projetée au Filmhuis Klappei, anciennement propriété du regretté réalisateur belge Robbe De Hert. Le nom du nouveau chanteur de Gravity Noir Brynn a également été mentionné publiquement pour la première fois. La première du film Belge d'ANKH a enfin été annoncée. Cela aura lieu le 25 juin 2023 au Fakkeltheater,,.
Le 23 avril 2023, le single 'Im Nin Alu' a atteint le Radio TOP 100 Belge de Apple Music près de deux ans après sa date de sortie. En tant que nouveau venu, le single a été classé 84e.

### 2024 et plus tard
Après un long silence, Patrick Knight sortira fin septembre 2024 un nouvel album de Gravity Noir sous le titre 'Brahmastra'. Le thème et le fil conducteur de toutes les chansons est Hindouisme. Le 5ème album studio est un double exemplaire comportant pas moins de 35 chansons. Il y a quelques nouvelles chansons là-bas, mais la majorité sont des remaniements
de chansons déjà publiées. Pour l'instant, 2 singles sont sortis. Une toute nouvelle version de « Another Dimension (Brahmastra Remix) » est sortie le 15 août 2024, mais n'a malheureusement reçu que peu ou pas d'attention médiatique. Et puis la nouvelle chanson « Love is the Key », sortie le 6 septembre 2024, a immédiatement atteint la 9ème place du TOP 50 du British LGBTQ Music Chart le 28 septembre. Celui-ci remonte à la 5ème place. « L'amour est la clé » espère partager un message de paix mondiale de manière neutre. Le 10 décembre 2024, le single « Passiamo Questa Notte Insieme » est sorti à l'occasion de la Journée internationale des droits de l'homme. Le titre suggère qu’il s’agit d’une chanson italienne, mais rien n’est plus éloigné de la vérité. Dans une interview accordée à la radio Zuidrand le 24 octobre 2024, Knight a déclaré que le texte avait été écrit par lui il y a 40 ans et qu'il n'était que maintenant accompagné de musique. C'est une ballade sur l'amour entre deux personnes du même sexe. La chanson encourage les gens à ne pas avoir de préjugés et à donner à chacun la possibilité de vivre l'amour à sa manière. Les gens qui n’osent pas sortir du placard se reconnaîtront surtout dans cette chanson. Quelque chose auquel Knight a également été confronté et a résumé ces sentiments dans une chanson. En mémoire de la mort de Ofra Haza il y a 25 ans, Patrick Knight sortira le single 'Im Nin'alu (El Chai Remix)' dans le monde entier le 23 février 2025. Ceci est extrait de leur album 'Brahamastra'. La chanson a déjà été diffusée à plusieurs reprises via les chaînes officielles. Fin avril 2025, Patrick Knight, force motrice de Gravity Noir, a ouvert un nouveau chapitre de sa carrière artistique. Il a présenté un tout nouvel album, un podcast et un long métrage intitulé « Jack in the Green ». Cette production est une histoire écrite spécialement pour les enfants, caractérisée par une musique ludique, des textes humoristiques et des fragments divertissants qui plaisent également aux adultes. « Jack in the Green » s'inspire du festival traditionnel du 1er mai qui a lieu chaque année à Hastings (Royaume-Uni).

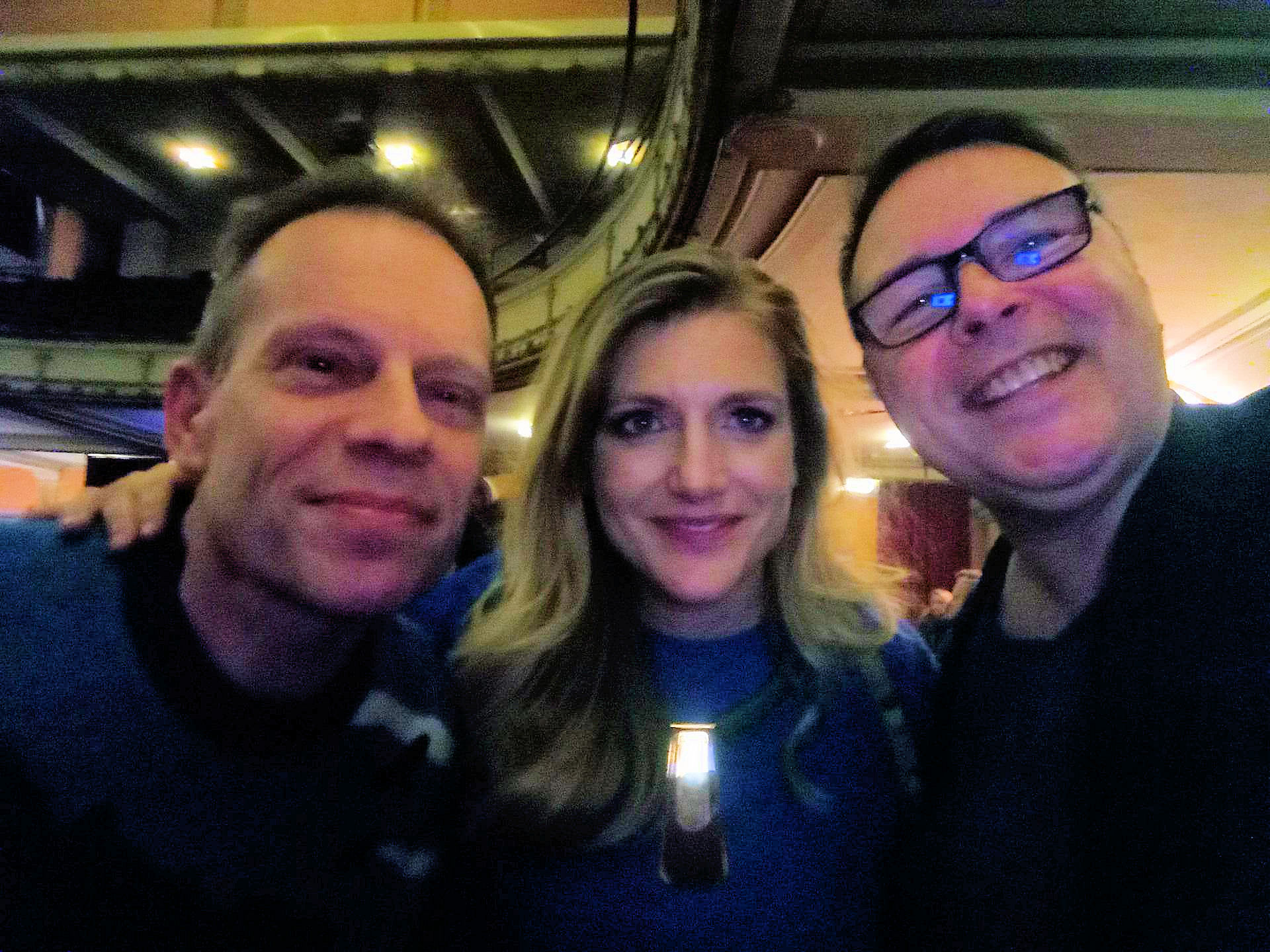
Luc Verlinden and Patrick Knight with Belgian film director Charlotte Vandermeersch

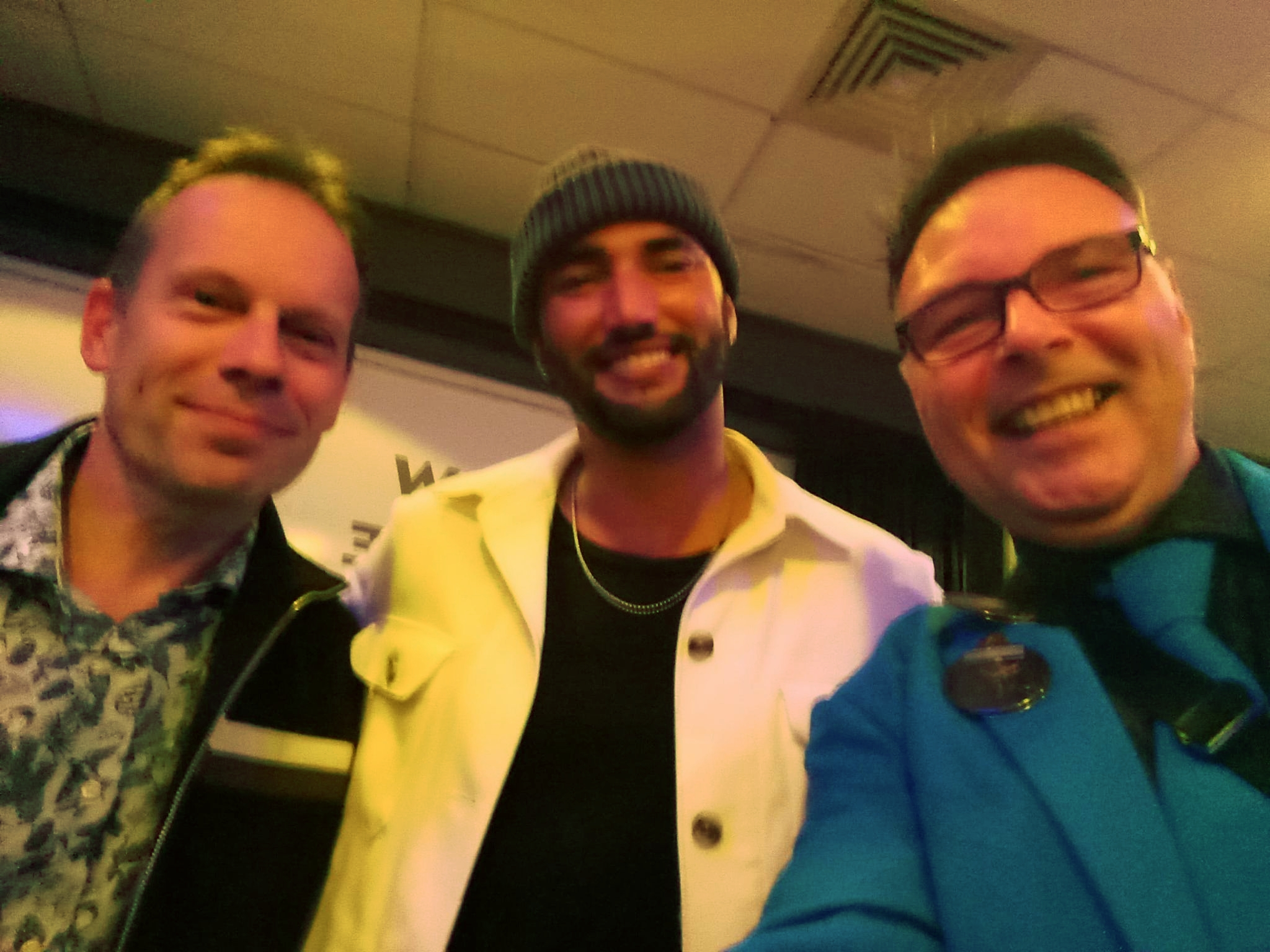
Luc Verlinden and Patrick Knight with Belgian film director Bilall Fallah

## Distinctions
| Remporté/Nommé | année | Prix                                                                                           | Festival                                                   | Titulaire                           |
| -------------- | ----- | ---------------------------------------------------------------------------------------------- | ---------------------------------------------------------- | ----------------------------------- |
| Remporté       | 2022  | Prix du meilleur long métrage indépendant (Prix diamant du jury)                               | Europe Film Festival                                       | ANKH                                |
| Remporté       | 2022  | Prix du meilleur long métrage expérimental (lauréat)                                           | Indo French International Festival                         | ANKH                                |
| Remporté       | 2022  | Prix du meilleur long métrage de montage (lauréat)                                             | Indo French International Festival                         | Patrick J. A. Knight                |
| Remporté       | 2022  | Prix du meilleur premier réalisateur (mention spéciale)                                        | Indo French International Festival                         | Patrick J. A. Knight                |
| Remporté       | 2022  | Prix du meilleur long métrage international (mention spéciale)                                 | Indo French International Festival                         | ANKH                                |
| Remporté       | 2022  | Prix du meilleur réalisateur pour la première fois (lauréat)                                   | Triloka International Filmfare Awards                      | Patrick J. A. Knight                |
| Remporté       | 2022  | Prix de la meilleure musique originale (Critics Choice Award)                                  | Triloka International Filmfare Awards                      | ANKH                                |
| Remporté       | 2022  | Prix du meilleur long métrage expérimental (lauréat)                                           | Hodu International Film Festival                           | ANKH                                |
| Remporté       | 2022  | Prix du meilleur long métrage de montage (lauréat)                                             | Hodu International Film Festival                           | Patrick J. A. Knight                |
| Remporté       | 2022  | Prix de la Meilleur film de voyage (lauréat)                                                   | Brussels Capital Film Festival                             | ANKH                                |
| Remporté       | 2022  | Prix de la meilleure musique originale (lauréat)                                               | Brussels Capital Film Festival                             | Patrick J. A. Knight                |
| Remporté       | 2022  | Prix du meilleur Premier film d'un premier réalisateur (lauréat / Phenomenal Attainment Award) | Krimson Horyzon International Film Festival                | ANKH                                |
| Remporté       | 2022  | Prix de la meilleure musique originale (lauréat)                                               | Golden Sparrow International Film Festival                 | Patrick J. A. Knight, ANKH          |
| Remporté       | 2022  | Prix de la meilleure cinématographie (lauréat)                                                 | Golden Sparrow International Film Festival                 | Patrick J. A. Knight, ANKH          |
| Remporté       | 2022  | Prix de la meilleure musique originale (lauréat)                                               | International Motion Picture Awards                        | Patrick J. A. Knight, ANKH          |
| Remporté       | 2022  | Prix de la meilleure cinématographie (lauréat)                                                 | International Motion Picture Awards                        | Patrick J. A. Knight, Luc Verlinden |
| Remporté       | 2022  | Prix du meilleur Premier film d'un premier réalisateur (lauréat)                               | International Motion Picture Awards                        | Patrick J. A. Knight                |
| Nommée         | 2022  | Prix du Meilleur montage de film                                                               | Indie Cine Tube Awards                                     | ANKH                                |
| Nommée         | 2022  | Prix de la Meilleure musique de film - Bande originale                                         | Indie Cine Tube Awards                                     | ANKH                                |
| Remporté       | 2022  | Prix du Meilleur long métrage (lauréat)                                                        | Indie Cine Tube Awards                                     | ANKH                                |
| Nommée         | 2022  | Prix du meilleur long métrage expérimental,                                                    | San Jose International Film Awards                         | ANKH                                |
| Nommée         | 2022  | Prix du meilleur long métrage musical                                                          | West Europe International Film Festival - Brussels Edition | ANKH                                |
| Nommée         | 2022  | Prix du meilleur long métrage expérimental et nouveaux médias                                  | West Europe International Film Festival - Brussels Edition | ANKH                                |
| Remporté       | 2022  | Prix de réalisation phénoménale                                                                | Dreamz Catcher International Film Festival                 | ANKH, Patrick J. A. Knight          |
| Remporté       | 2022  | Prix de réussite du gagnant                                                                    | Dreamz Catcher International Film Festival                 | ANKH, Patrick J. A. Knight          |
| Nommée         | 2022  | Prix du meilleur long métrage expérimental,                                                    | Golden Lemur International Film Festival                   | ANKH, Patrick J. A. Knight          |
| Nommée         | 2022  | Prix de la Meilleure musique de film - Bande originale,                                        | Golden Lemur International Film Festival                   | ANKH, Patrick J. A. Knight          |
| Finaliste      | 2022  | Meilleur film de voyage et de tourisme, 2e place                                               | Natourale Film Festival                                    | ANKH, Patrick J. A. Knight          |
| Remporté       | 2022  | Prix du meilleur long métrage musical, Kudos, Bravo Endeavour Award (lauréat)                  | LGBTQ Unbordered International Film Festival               | ANKH, Patrick J. A. Knight          |
| Remporté       | 2022  | Prix du meilleur film d'auteur, Kudos, Bravo Endeavour Award (lauréat)                         | LGBTQ Unbordered International Film Festival               | ANKH, Patrick J. A. Knight          |
| Remporté       | 2022  | Prix du meilleur premier long métrage, Director in Focus Award (lauréat)                       | Singapore International Film Festival                      | ANKH, Patrick J. A. Knight          |
| Finaliste      | 2023  | Prix du meilleur cinématographie, 2e place                                                     | Janjira International Film Festival                        | ANKH, Patrick J. A. Knight          |
| Remporté       | 2023  | Prix du meilleur long métrage expérimental, Award of Recognition (lauréat)                     | The Accolade Global Film Competition                       | ANKH, Patrick J. A. Knight          |
| Remporté       | 2023  | Prix de la Meilleure musique de film - Bande originale, Award of Excellence (lauréat)          | The Accolade Global Film Competition                       | ANKH, Patrick J. A. Knight          |
| Finaliste      | 2023  | Prix du Meilleur film muet, 2e place,                                                          | Milano Blackout Fest                                       | ANKH, Patrick J. A. Knight          |
| Remporté       | 2023  | Prix du Meilleur film d'auteur (lauréat)                                                       | Golden Wheat Awards                                        | ANKH, Patrick J. A. Knight          |
| Finaliste      | 2023  | Prix du Meilleur film d'auteur, Video Arte, 2e place                                           | Festival de Largos y Cortos de Santiago                    | ANKH, Patrick J. A. Knight          |

## Charité
Gravity Noir a enregistré le single Another Dimension (Dementia) et la vidéo d'accompagnement au profit de l'Alzheimer League Flanders and Alzheimer's Society Royaume-Uni. La présentation a été soutenue et suivie par la presse publiée  et couverte par les journaux belges,,,,.
Début 2017, Gravity Noir a sorti le single et la vidéo de "Much Too Soon to Say Goodbye" pour soulever la discussion autour des problèmes du suicide. En septembre 2018, ils ont sorti le single et la vidéo de "Open Your Mind" (The Future is Ours Remix).
Pour cette piste, ils ont trouvé le soutien et l'aide du réalisateur Lubomir Arsov, qui a fourni des images de son court métrage 2017 In-shadow: A Modern Odyssey,. Le thème de ce projet tourne autour des nombreux préjugés des problèmes psychologiques et des comportements d'intimidation.
L'intégralité du produit de la vente des billets lors des premières du film sera reversée au travail bénévole des deux cinémas.

## Membres du groupe

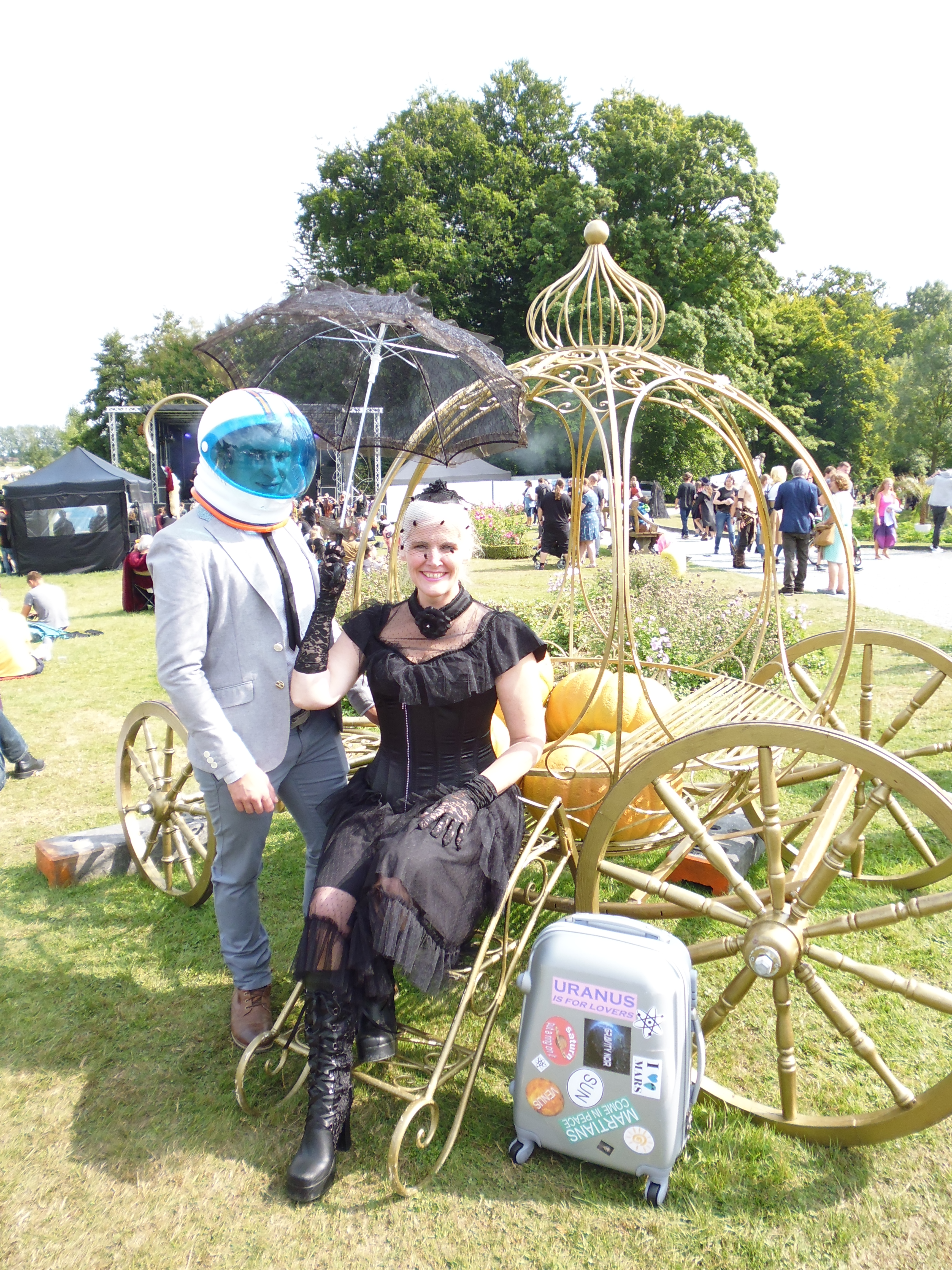
Adrian Cogen et Suzanne Vuegen

- Patrick Knight - producteur, chant principal et chœur, bongos, sons électroniques (depuis 1990)[127],[128]
- Brynn Govaert - chant principal (2023 - présent)[47]
- Javier Rodriguez Iglesias (DJ Linetech) - synthétiseurs, claviers, sons électroniques (1990–1996, 2016–2019)[129]
- Peter Goos - synthétiseurs, claviers (1996–1998)[130]
- Ambrosia Dash - chant principal, chœurs (1990–1993, 2016 – présent)
- Marc Broeckx - chœurs, roadie, préparateur mental, photographe (1990-présent)[131]
- Charles Temmerman - chœurs (1990–1993) †17.12.2021
- Alex da Luz - danseur (1996–2012)
- Jorg Vander Heyden - danseur, graphiste (1996–2019)
- Cindy De Voeght a.k.a. CJ - chant principal, chœurs, danseur (1996–1997)[132]
- Sofie - danseuse (1996–1997)
- Andrew Williams - chant principal, chœurs, instruments à vent, graphiste (2016-présent)[133]
- Adrian Cogen - danseur (2016-présent)
- Suzanne Vuegen - danseuse (2016-présent)

## Discographie

### Les albums
- Les premières années 2016 (CD Baby / Gravity Productions UPC 191061029427)[134]
- Fait à la main 2016 (CD Baby / Indieplant / Gravity Productions UPC 0680596923527)[135],[136]
- Libération 2017 (CD Baby / Gravity Productions UPC 191924097662)[137]
- Les célibataires 2017 (CD Baby / Gravity Productions UPC 191924217718)[138]
- The Remixes 2017 (CD Baby / Gravity Productions UPC 191924450573)[139]
- Future Days 2020 (CD Baby / Gravity Productions UPC 192914889168)[46]
- ANKH 2022 (CD Baby/Gravity Productions UPC 198000232641)[140]
- Brahmastra 2024 (CD Baby / Gravity Productions UPC 198002640819)[141]
- Jack in the Green 2025 (CD Baby/Gravity Productions UPC 195999044095)[142]

### EP's
- Bienvenue dans My Gravity EP 2016 (CD Baby / Gravity Productions UPC 191061056942)[143]
- The Remix EP 2016 (CD Baby / Gravity Productions UPC 190394642938)[144]
- Into a New World EP 2017 (CD Baby / Gravity Productions UPC 191924194972) (attendu le 30 octobre 2020)[145]
- All Night Long EP 2020 (CD Baby / Gravity Productions UPC 194660365699)[146]

### Les singles
- J'ai le pouvoir 2011 23-04-2011[147],[148],[149]
- Mystery Knight 2016 07-04-2016[150],[151],[152]
- Mind the Gap 2016 18-04-2016[153],[154],[155]
- Abandonner la musique (Summer Dance Remix) 2016 06-06-2016[156],[157],[158]
- Une autre dimension (démence) 2016 15-08-2016[159],[160],[161]
- Avalon LA 2017 31-01-2017[162],[163],[164]
- Trop tôt pour dire au revoir 2017 10-03-2017[165],[166],[167]
- Mystery Knight (version de libération 2017) 2017 07-04-2017[168],[169],[170]
- Dans un nouveau monde 2017 01-05-2017[171],[172],[173]
- Ouvrez votre esprit 2017 18-06-2017[174],[175],[176]
- Ouvrez votre esprit (The Future is Ours Remix) 2018 21-09-2018[177],[178]
- Boum et je serai là (Trixie's GagaGoBoom Remix) 2018 25-01-2018[179],[180],[181]
- Voler haut 2019 22-03-2019[182],[183]
- Mélange d'été chaud 2019 06-06-2019[184],[185],[186]
- Planète appelée amour 2019 31-07-2019[187],[188],[189]
- Parti universel (surnaturel) 2020 14-02-2020[190],[191],[192]
- Toute la nuit (Un hommage à Andrè Brasseur) 2021 18-01-2021
- Im Nin Alu 2021 2021 14-07-2021
- À l'heure (ANKH, Travelogue Pt.8) 2022 17-01-2022
- L'amour est la clé 2024 06-09-2024
- Passons cette nuit ensemble 2024 10-12-2024
- Im Nin Alu (El Chai Remix) 2025 23-02-2025
- Journée Sucrée, Douce et Paresseuse 2025 06-27-2025

### Cartes des chansons
| Titre                                         | An   | Positions dans les graphiques britanniques | Positions dans les graphiques britanniques | Album         |
| Titre                                         | An   | Position du pic                            | Semaines sur le graphique                  | Album         |
| --------------------------------------------- | ---- | ------------------------------------------ | ------------------------------------------ | ------------- |
| «Avalon LA»                                   | 2017 | 1                                          | 94                                         | Libération    |
| "Ouvre ton esprit"                            | 2019 | 1                                          | 94                                         | Libération    |
| "Dans un nouveau monde"                       | 2017 | 1                                          | 94                                         | Libération    |
| "Mélange d'été chaud"                         | 2019 | 5                                          | 4                                          | Jours futurs  |
| "Planète appelée amour"                       | 2019 | 2                                          | 52                                         | Jours futurs  |
| "Fête universelle (surnaturelle)"             | 2020 | 4                                          | 23                                         | Jours futurs  |
| "Toute la nuit (Un hommage à Andrè Brasseur)" | 2021 | 5                                          | 31                                         | Toute la nuit |
| "Im Nin Alu (Avec Ofra Haza)"                 | 2021 | 2                                          | 27                                         | ANKH          |
| "À l'heure (ANKH, Travelogue Pt.8)"           | 2022 | 8                                          | 20                                         | ANKH          |
| "L'amour est la clé"                          | 2024 | 5                                          | 22                                         | Brahmastra    |

### Singles
| Année                                             | Single                               | Position du pic | Position du pic | Position du pic | Position du pic | Position du pic | Position du pic | Position du pic | Position du pic | Position du pic | Position du pic | Position du pic | Position du pic | Position du pic | Album |            |
| Année                                             | Single                               | UK ,.           | IRE             | NED             | BEL ,           | FRA             | ITA             | GER             | AUT             | SWI             | SWE             | NOR             | TUR             | US Dance        | Album |            |
| ------------------------------------------------- | ------------------------------------ | --------------- | --------------- | --------------- | --------------- | --------------- | --------------- | --------------- | --------------- | --------------- | --------------- | --------------- | --------------- | --------------- | ----- | ---------- |
| 2021                                              | "Im Nin'alu avec Ofra Haza"          | 2               | —               | —               | 41              | —               | –               | —               | —               | —               | —               | —               | 32              | —               | ANKH  |            |
| 2022                                              | "À l'heure (Ankh, Travelogue Pt. 8)" | 8               | —               | —               | 44              | —               | –               | —               | —               | —               | —               | —               | —               | —               | ANKH  |            |
| 2024                                              | "L'amour est la clé"                 | 5               | —               | —               | —               | —               | –               | —               | —               | —               | —               | —               | —               | —               | ANKH  | Brahmastra |
| "—" indique des versions inexplorées ou inédites. |                                      |                 |                 |                 |                 |                 |                 |                 |                 |                 |                 |                 |                 |                 | ANKH  |            |

| An   | Titre du clip vidéo/Long métrage                                     | Artiste                                                | Rôle / thème |
| ---- | -------------------------------------------------------------------- | ------------------------------------------------------ | --- |
| 1997 | " Enola Gay (chanson) "                                              | Bases (B6)                                             | Le groupe B6 |
| 2016 | "Attention à l'écart (No return G-Force Extended Remix de Trixie)"   | Gravity Noir                                           | métro londonien |
| 2016 | "Une autre dimension (démence)"                                      | Gravity Noir                                           | Démence du chevalier et des parents |
| 2016 | "Chevalier mystérieux"                                               | Gravity Noir                                           | Monastère Knight & Vuegen Ter Apel & Moyen Âge |
| 2016 | «Abandonner la musique»                                              | Gravity Noir                                           | Cogen & Vuegen, le groupe Fortification |
| 2016 | "Abandonner la musique, 3D"                                          | Gravity Noir                                           | Cogen & Vuegen, Le groupe Fortification, film 3D |
| 2017 | "Beaucoup trop tôt pour dire au revoir"                              | Gravity Noir                                           | Knight Suicide Prevention |
| 2017 | «Mystery Knight (version de libération 2017)»                        | Gravity Noir                                           | L' animation du groupe |
| 2017 | "Ouvre ton esprit"                                                   | Gravity Noir                                           | Knight et Williams Wakefield et Leeds |
| 2017 | "Dans un nouveau monde"                                              | Gravity Noir                                           | Château de Cogen et Vuegen Ooidonk, Cosplay |
| 2018 | "Ouvrez votre esprit (The Future Is Ours Remix)"                     | Gravity Noir                                           | Animation Knight & Williams |
| 2019 | "Planète appelée amour"                                              | Gravity Noir                                           | Chevalier Apollo 11 |
| 2020 | "Fête universelle (surnaturelle)"                                    | Gravity Noir                                           | Danseurs, Fête |
| 2020 | "Toute la nuit (Radio Edit)"                                         | Gravity Noir                                           | Knight & Ambrosia Dash & Crew COVID-19 pandémie |
| 2020 | "La femme économe et le cerf-volant (Gravity Noir Galaxie Noël Mix)" | Banjax Avec Gravity Noir                               | Souvenirs de famille, Noël |
| 2021 | "Im Nin Alu 2021"                                                    | Gravity Noir Avec Ofra Haza                            | Fantaisie du désert oriental, Ode à Ofra Haza |
| 2022 | "À l'heure (ANKH, Travelogue Pt.8)"                                  | Gravity Noir                                           | Fantaisie orientale complétée par des animations |
| 2022 | "ANKH"                                                               | Gravity Noir, Patrick Knight, Luc Verlinden, Ofra Haza | Long métrage se déroulant en Égypte |
| 2024 | "l'amour est la clé"                                                 | Gravity Noir                                           | Clip musical neutre avec des enfants de toutes nationalités espérant la paix dans le monde                                                                      |
| 2024 | "Passiamo Questa Notte Insieme"                                      | Gravity Noir                                           | Clip vidéo sur le thème « Fierté », Marche des fiertés (Première à l'occasion de la Journée internationale des droits de l'homme 2024)                          |
| 2025 | "Jack in the Green"                                                  | Gravity Noir                                           | Long métrage pour enfants, inspiré du festival traditionnel de mai autour du personnage « Jack in the Green » qui a lieu chaque année à Hastings, en Angleterre |